# Justine (filme de 1969)
Justine é um filme de drama histórico estadunidense de 1969, realizado por George Cukor e Joseph Strick, a partir da série Quarteto de Alexandria (incluindo o romance homónimo) de Lawrence Durrel.

## Sinopse
Em 1938, o escritor irlandês Darley relembra sua viagem três anos antes a Alexandria, quando ainda era um jovem professor. Ele era amigo de Pursewarden, um funcionário do consulado britânico, e através dele conhece Justine, uma ex-prostituta que agora é esposa de Nessim, um banqueiro egipcio copta cristão. Darley tinha um caso com outra prostituta e dançarina do ventre, a ingênua e tuberculosa Melissa, mas esquece-se dela para viver seu romance com Justine. Ele desconfia que Nessim sabe do adultério de Justine e teme que faça alguma coisa contra ela. Enquanto isso o irmão de Nessim, o orgulhoso Narouz, se revolta contra os muçulmanos que são a maioria no Egito, e os quais teme que subjugarão a minoria copta assim que os britânicos abandonarem o país, por força do tratado de 1936.
Darley descobre que Justine, Nessim e Narouz estão ligados a uma conspiração contra os britânicos, com o objectivo de fornecer armas à guerrilha judaica na Palestina. A conspiração falha, Justine é presa e Darley regressa à Inglaterra.

## Elenco
- Anouk Aimée - Justine
- Dirk Bogarde - Pursewarden
- Robert Forster - Narouz
- Anna Karina - Melissa
- Philippe Noiret - Pombal
- Michael York - Darley
- John Vernon - Nessim
- Jack Albertson - Cohen
- Cliff Gorman - Toto
- George Baker - Mountolive
- Elaine Church - Liza
- Michael Constantine - Memlik Pasha
- Marcel Dalio - Cônsul Geral francês
- Michael Dunn - Mnemjian
- Barry Morse - Maskelyne